# Parafia Ducha Świętego w Mińsku
Parafia Ducha Świętego w Mińsku – rzymskokatolicka parafia znajdująca się w archidiecezji mińsko-mohylewskiej, w dekanacie Mińsk-Wschód, na Białorusi.

## Historia
Parafia w Czyżówce w Mińsku została erygowana w 2005 przez arcybiskupa mińsko-mohylewskiego kard. Kazimierza Świątka. Jej organizacją zajął się ks. Igor Łaszuk SDB, proboszcz parafii św. Jana Chrzciciela w Mińsku. Od 28 października 2006 r. nabożeństwa odbywały się w kaplicy św. Jana Chrzciciela w Sierabrance.  
Jesienią 2011 roku otrzymano zgodę na budowę kościoła. 19 maja 2012 roku abp Tadeusz Kondrusiewicz poświęcił krzyż i miejsce pod budowę świątyni. 9 stycznia 2021 r. arcybiskup Kondrusiewicz dokonał uroczystej konsekracji świątyni. 

## Proboszczowie parafii
| imię i nazwisko     | daty urzędowania |
| ------------------- | ---------------- |
| Ks. Igor Łaszuk SDB | 2005 – 2007      |
| Ks. Jan Kremis      | 2007 -           |